# 鹽水
鹽水是在水（溶剂）中加入了盐类（溶质，比如食盐）后形成的溶液。

## 功能
鹽水功能非常的多樣化，在此一一介紹。

### 殺菌
當家中有灰塵或污垢時，在骯髒處潑上一些鹽水，即可達到殺菌的效果，原理為利用鹽水的滲透壓，令細菌失去水分。另外如果家中大掃除時在角落灑一些鹽水，也可以避免蟑螂及其他蚊蟲的侵入。

### 保持新鮮
有時我們會看到一些人把水果泡在鹽水裡一陣子再拿出來食用，也是個不錯的方法。其實這麽作可以保持水果的新鮮，也比較不容易腐壞。另外我們還可以在蛋糕上面灑少量鹽水，可以把甜味引誘出來，增加它的風味。

### 醫療用途
在急救中，應付熱衰竭可以利用凍鹽水， 給予傷者飲用， 以補充身體流失的鹽分和水分。

### 其他用途
1. 如果使用鹽水來漱口，可以消除口中異味，達到清潔的作用。
2. 使用鹽水來洗鼻，是清潔鼻的一種方法，可以對鼻塞、鼻敏感有幫助。
3. 鹽水可以傳電
4. 電解濃鹽水可以得到氫氣、氯氣和氫氧化鈉，稀鹽水可得到氫氣和氧氣。
5. 有部分淡水魚，在患病時可以利用含有0.5%的鹽水浸泡病魚。[1]
6. 在台東，由於登革熱的情況嚴重，當地市政府利用蚊的幼蟲-孑孓的弱點(無法耐受鹽分)，在大街小巷的溝渠中，倒入鹽水。